# Сад каменів (Чандігарх)

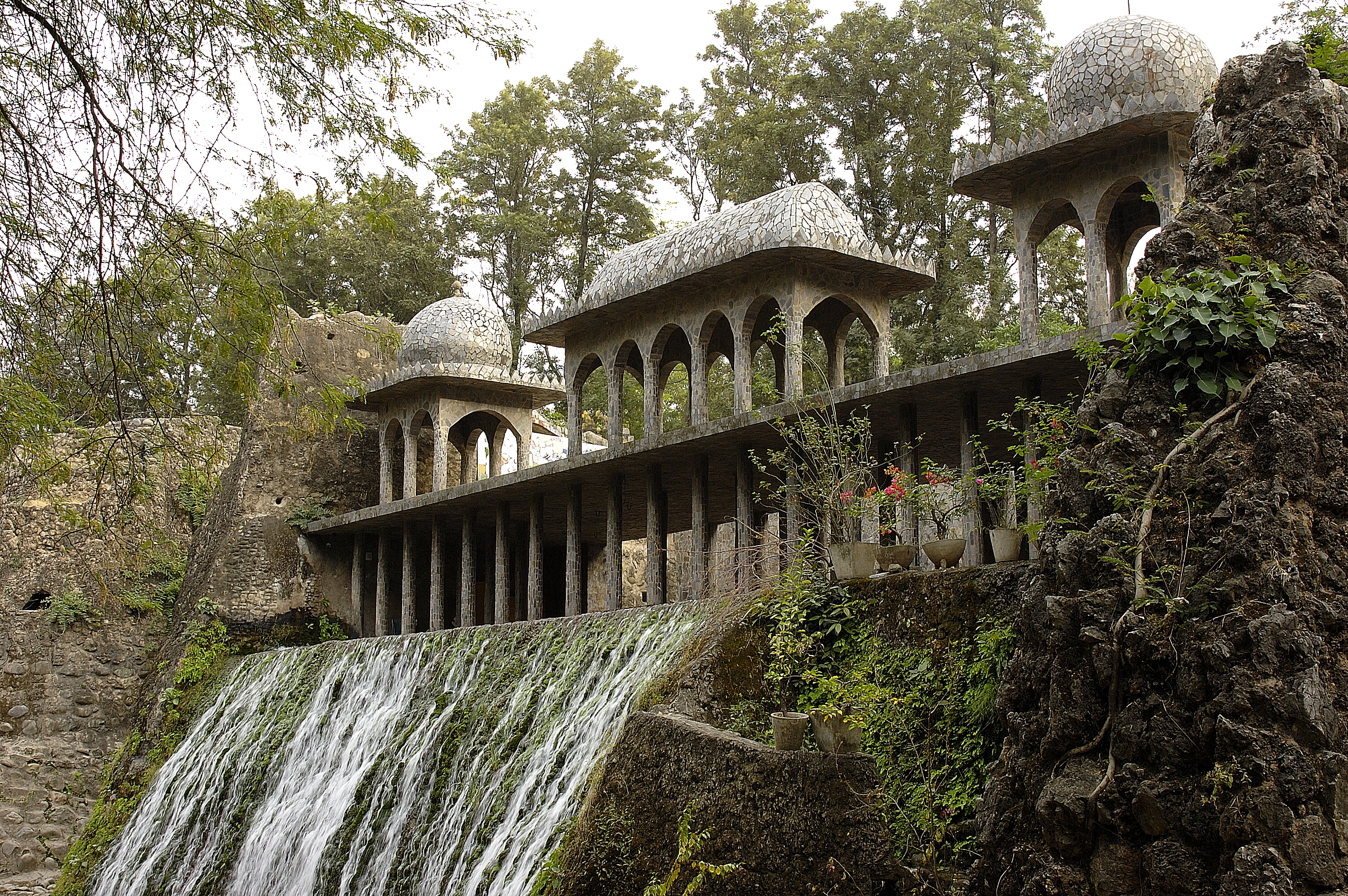
Водоспад

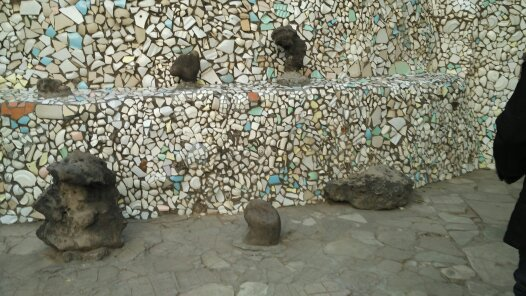
Пам'ятник

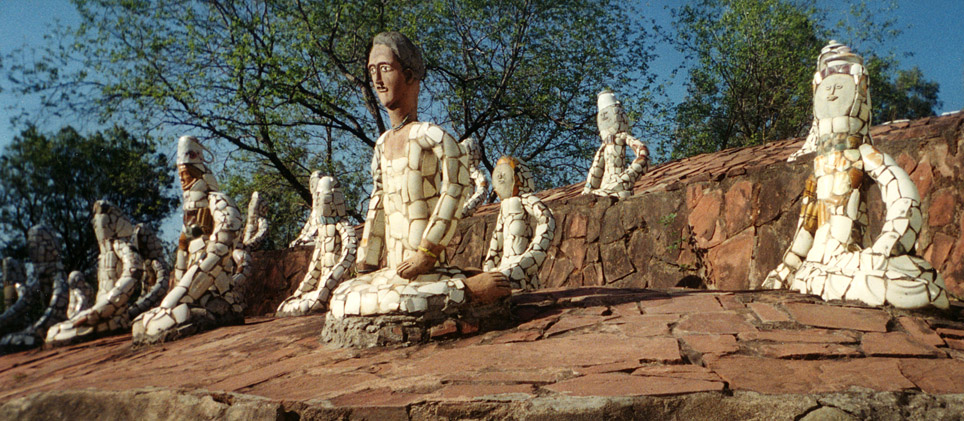
Сад відомий своїми скульптурами із вторинної кераміки

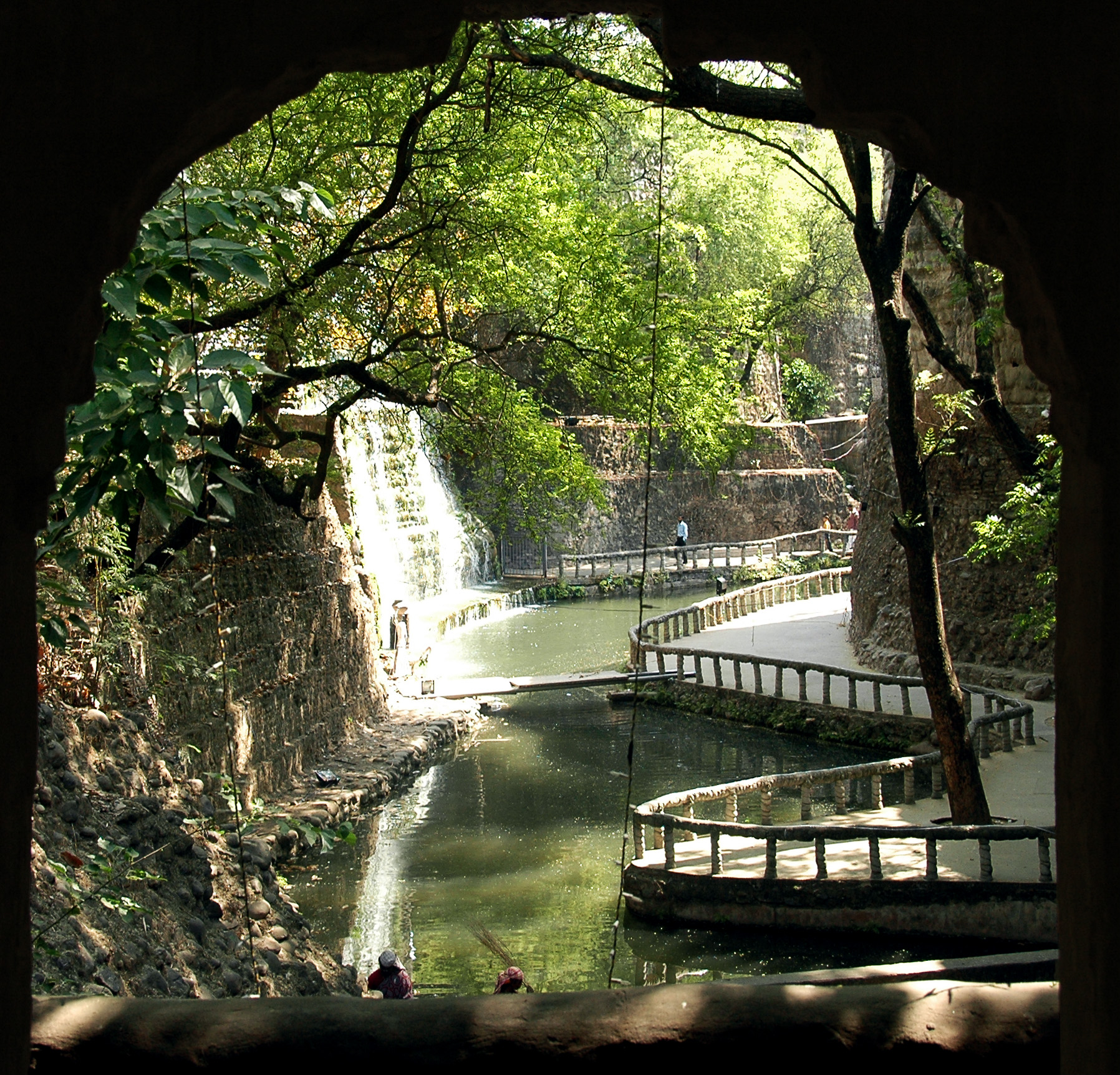
Водоспад та стежка

Сад ка́менів — сад скульптур у місті Чандігарх, Індія. Сад також відомий як Сад каменів Неда Чанда, названий так на честь його засновника — Неда Чанда, чиновника, який таємно у свій вільний час 1957 року почав розплановувати сад. Нині він займає 161 874,25 м². Сад повністю споруджено із промислових і приватних відходів та сміття.

## Опис
Сад розташований біля озера Сукна. Він складається із системи штучних водоспадів та інших скульптур, зроблених із металобрухту та інших відходів (пляшки, скло, браслети, плитка, керамічні глечики, раковини тощо)[джерело?].

## Історія створення
Нед Чанд почав збирати матеріали з різних місць для зносу навколо міста. Він переробив ці матеріали у своє власне бачення божественного королівства Сукрані, вибравши для втілення каньйон у лісі біля озера Сукна. Каньйон був природним ландшафтним заповідником, лісовим буфером, створеним 1902 року. На цій території не можна було нічого будувати, тому робота Чанда була нелегальна, але йому вдалося її приховувати протягом 18 років. Тільки в 1975 році її виявила місцева влада. На той час це вже був складний комплекс системи дворів, кожен із яких було прикрашено скульптурами танцівників, музикантів та тварин.
Його роботі загрожувало знесення, але Неду вдалося схилити громадськість на свою сторону. В 1976 році парк отримав територію, а Нед отримав заробітну плату, посаду («Суб-дивізійний інженер, Сад каменів») та 50 працівників, щоб він міг зосередитися на своїй роботі повноцінно. Парк було зображено на марці Індії у 1983 році. За підтримки уряду Чанд зміг установити центри збору відходів навколо міста, особливо ганчірки та розбиті керамічні вироби.
Коли Чанд покинув країну 1996 року для туру лекцій, місто зупинило фінансування й вандали напали на парк. Товариство «Сад каменів» перейняло управління та підтримку цього унікального візуального середовища.
Щодня сад відвідує понад 5000 людей, більш як 12 мільйонів відвідали його із відкриття.

## Галерея

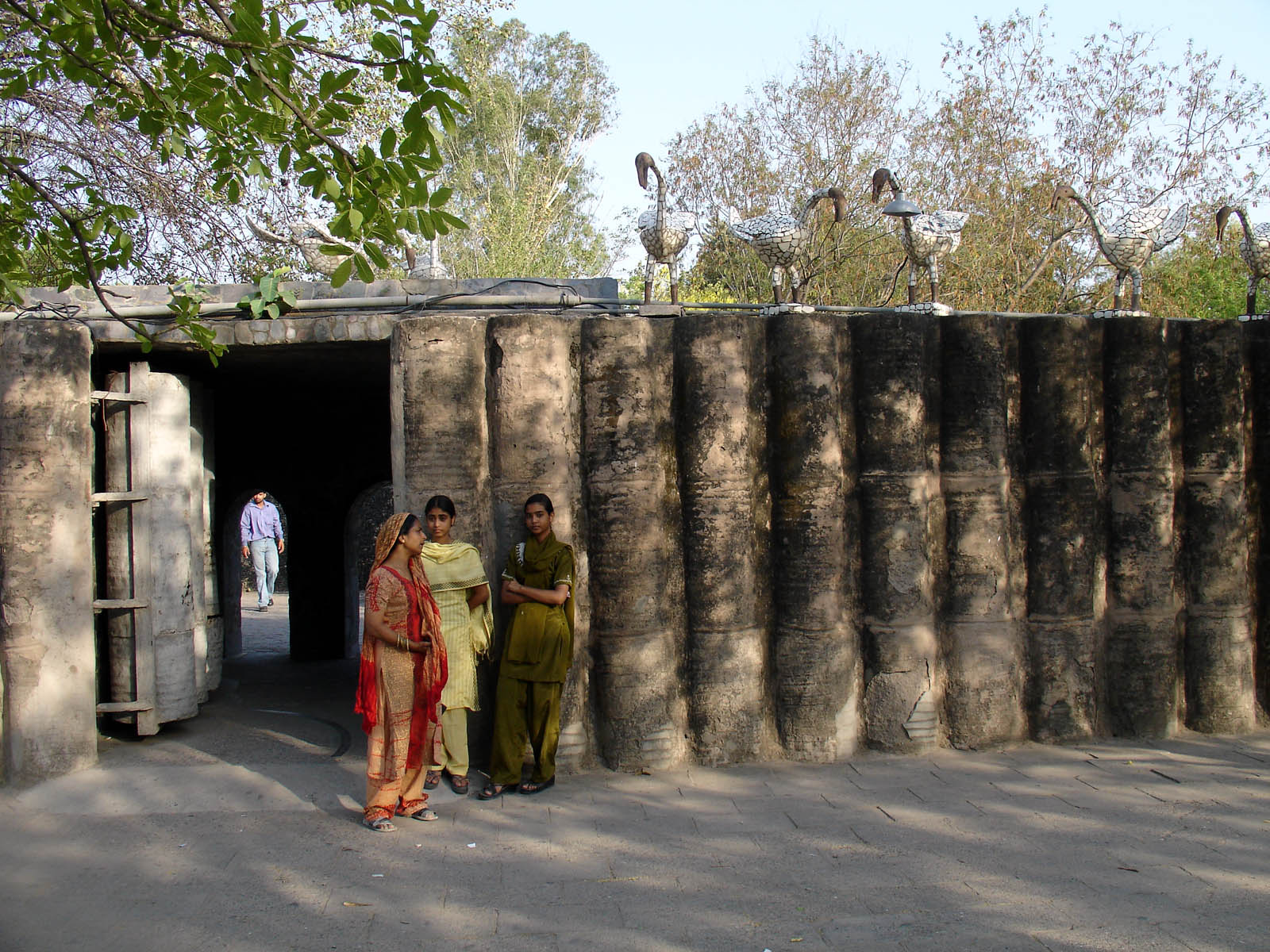
Вхід
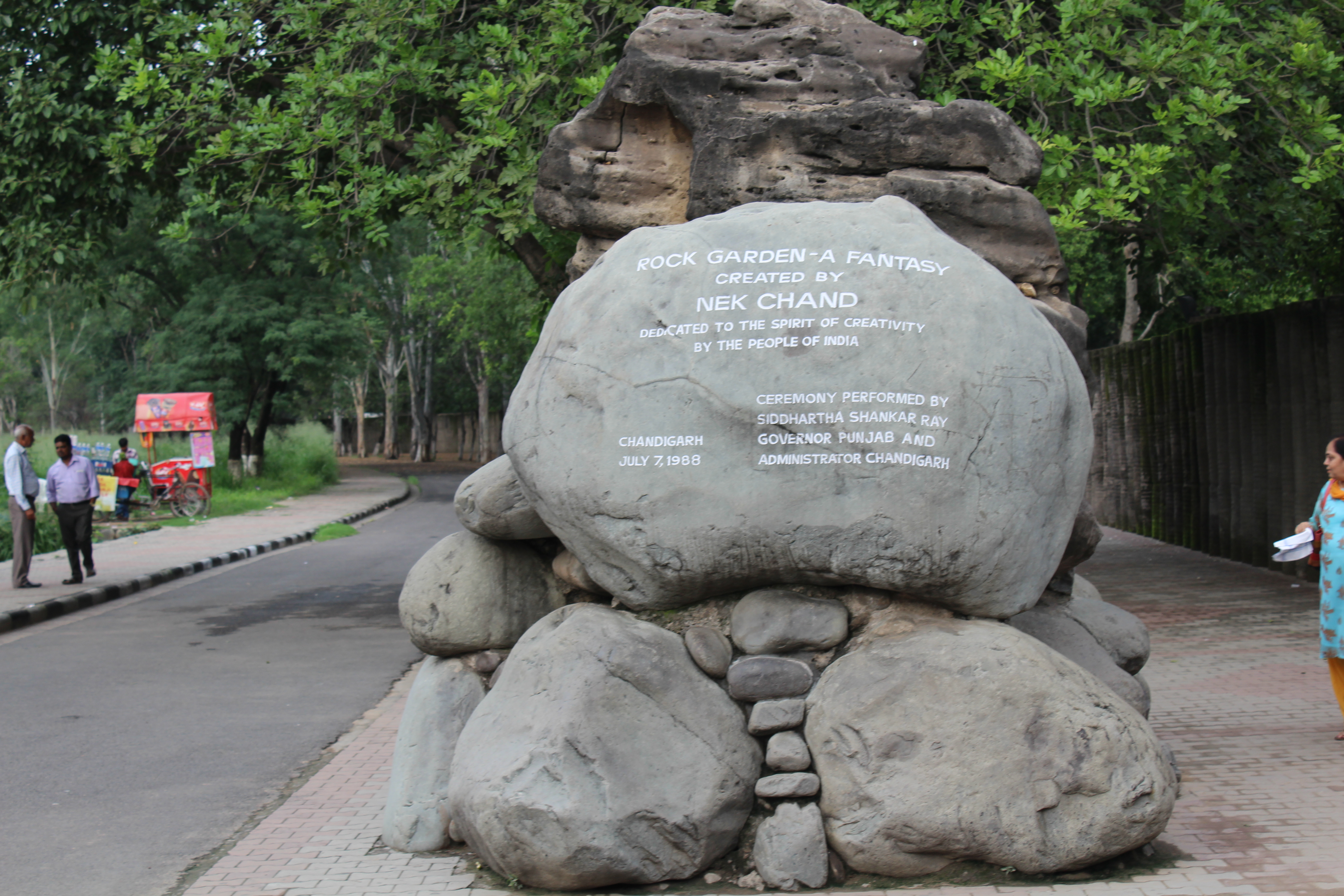
Пам'ятник (7 липня 1988 року)
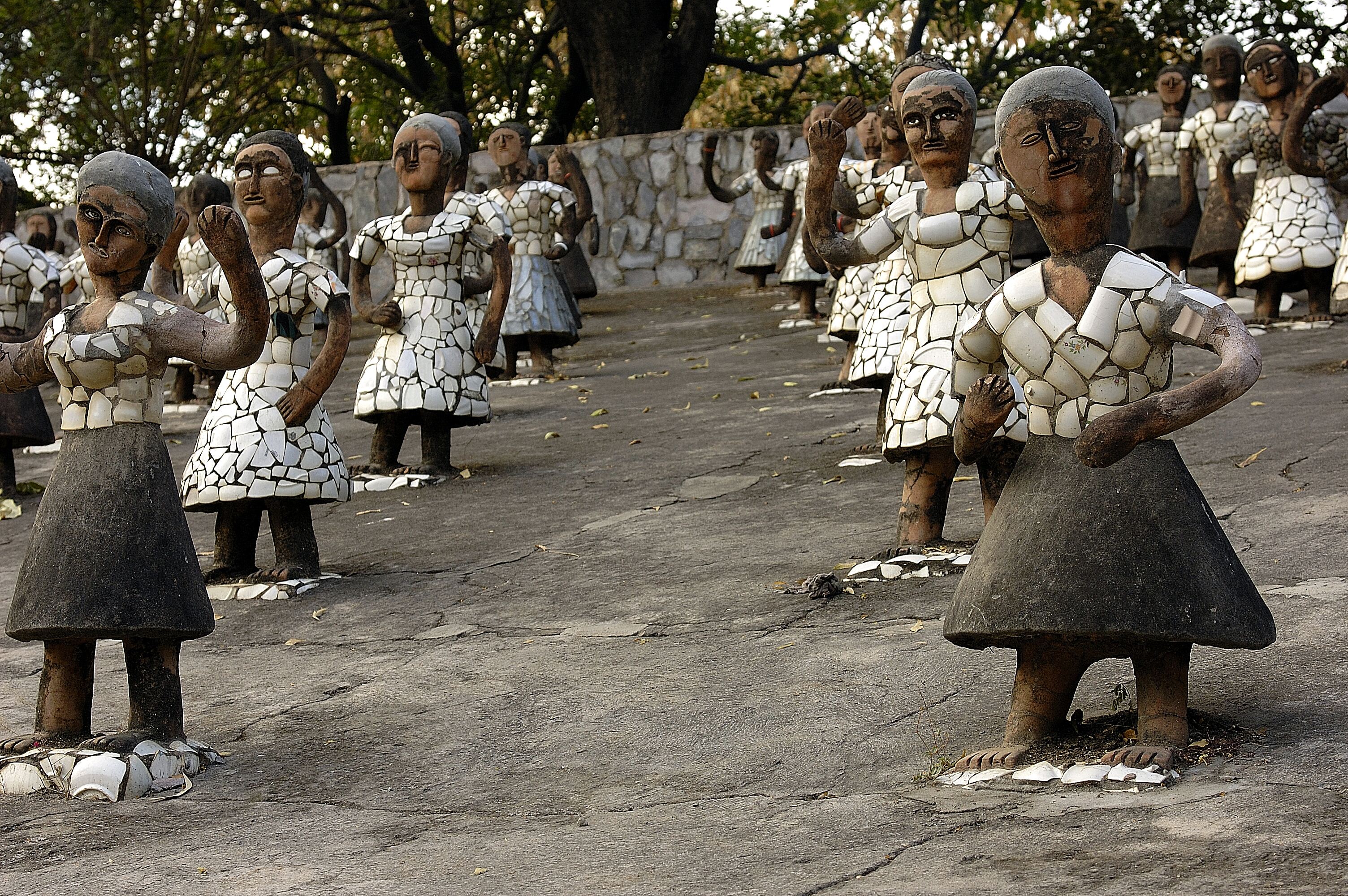
Дівчата-танцівниці
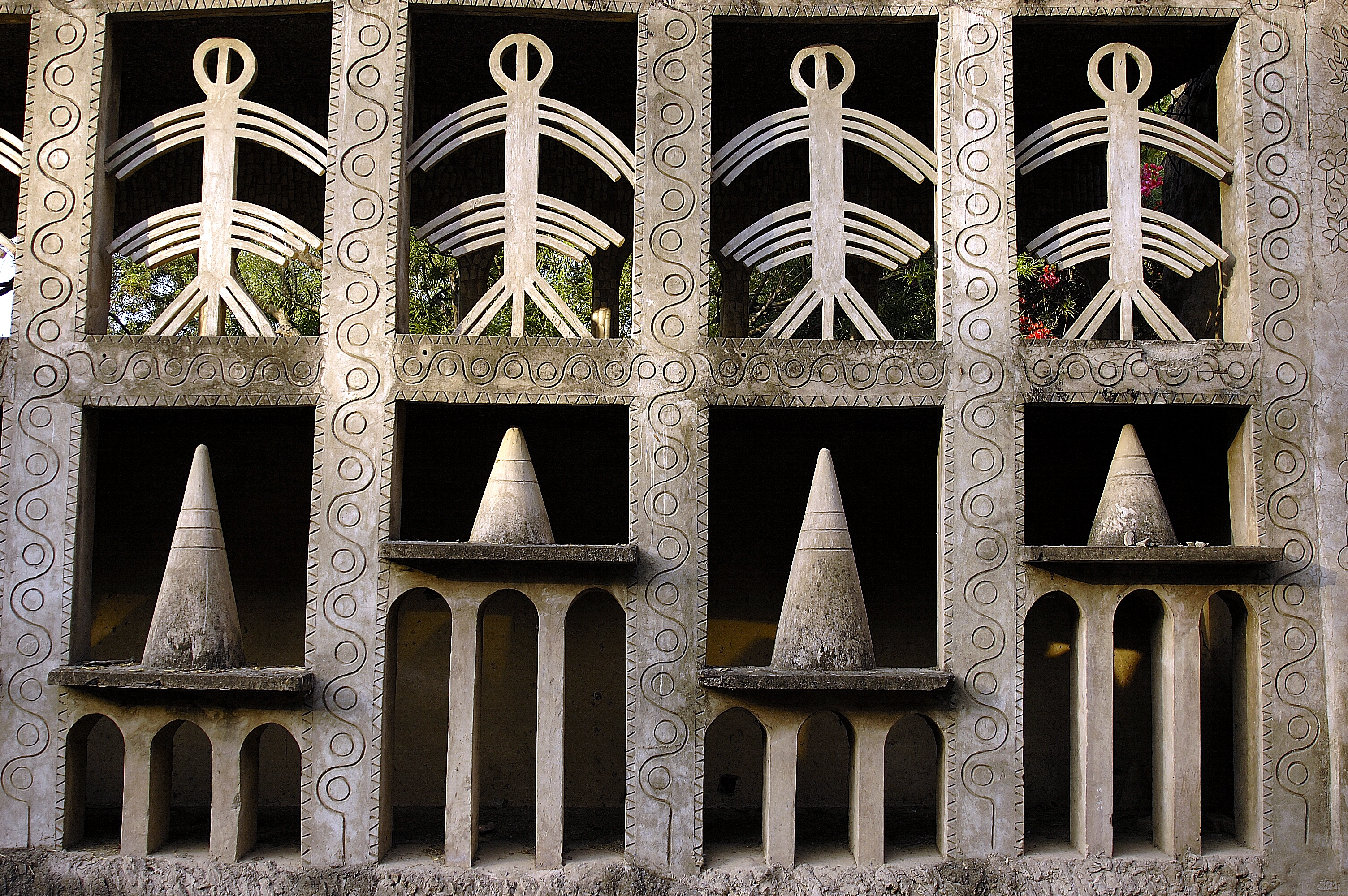
Декорована стіна
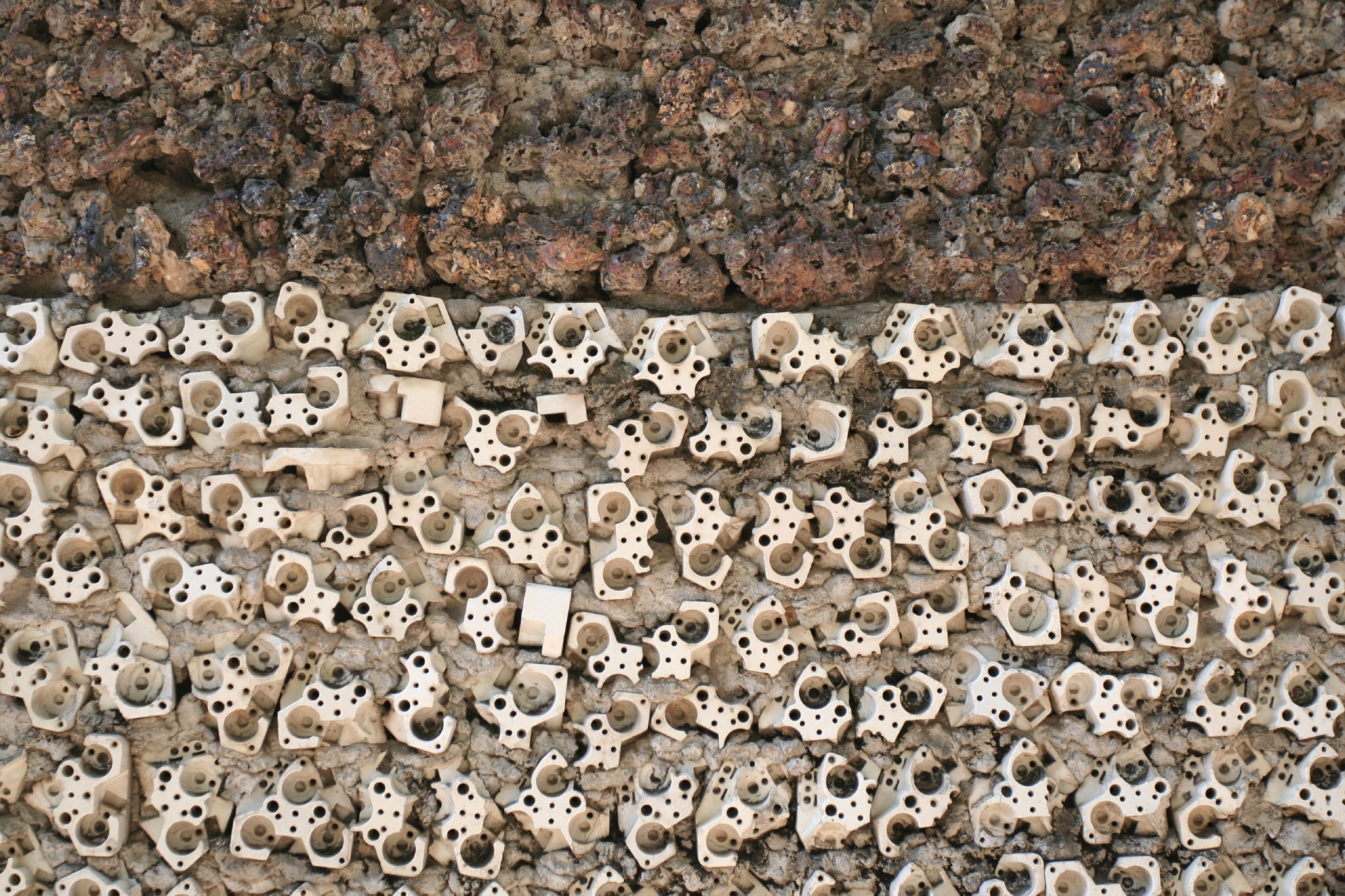
Стіна (деталь)

## Для подальшого читання
- Nek Chand's outsider art: the rock garden of Chandigarh, by Lucienne Peiry, John Maizels, Philippe Lespinasse, Nek Chand. Published by Flammarion, 2006. ISBN 2-08-030518-2.
- The Collection, the Ruin and the Theatre: Architecture, sculpture and landscape in Nek Chand's Rock Garden, by Soumyen Bandyopadhyay and Iain Jackson. Liverpool University Press, 2007. ISBN 1-84631-120-9.